# Now That's What I Call Music!
Now That's What I Call Music!, em alguns países abreviado de Now! (1983 - presente) é uma longa série de compilações musicais lançadas em vários países, como Estados Unidos, Reino Unido, Nova Zelândia, Portugal, entre outros. Conta com a ajuda de várias editoras discográficas mundiais, como a Sony BMG, Universal Music Group, EMI, entre outras. Desde 1983, os álbuns da série totalizaram cerca de 200 milhões de cópias vendidas mundialmente, das quais oitenta milhões apenas nos Estados Unidos.